# Лобанова, Марина Николаевна
Марина Николаевна Лобанова (урождённая Чернышева, род. 30 июля 1953) — музыковед

, культуролог, литератор, специалист по музыке европейского барокко и новейшей музыке, астролог

.

## Биография
Правнучатая племянница Розалии (Розы) Марковны Плехановой (урожд. Боград). Внучатая племянница профессора Феликса Яковлевича Минчковского (Минчиковского, Менчиковского = Feliks Menchikovsky), основавшего первую сионистскую организацию в Крыму, и проф. Мирона Яковлевича Минчиковского, друга акад. А. Ф. Иоффе и одного из первых отечественных сейсмологов — сотрудников Б. Б. Голицына. Двоюродная племянница искусствоведа Фреды (Фриды) Иезекиелевны Фишковой и писателей Аркадия Мироновича Минчковского и Евгения Мироновича Мина.
Бабка — Эсфирь (Нина) Яковлевна Минчковская, стипендиатка Александра Константиновича Глазунова, пианистка, учившаяся в Санкт-Петербургской консерватории у Анны Николаевны Есиповой и Ирины Сергеевны Миклашевской.. Её бюст («Мадемуазель Эсси») работы академика Ильи Яковлевича Гинцбурга, хранился в Академии художеств Спб. Дед — действительный статский советник Николай Васильевич Чернышев, правнук Николая Михайловича Карамзина по побочной линии, — один из крупнейших дореволюционных врачей, практиковавших на Кавказе; ликвидирован «органами» в начале 1930-х.
Мать — Светлана (Рахиль) Николаевна Чернышева — ведущий научный конструктор ВНИИЭМ, работавшая с Андреем Николаевичем Туполевым, Михаилом Кузьмичом Янгелем, Сергеем Павловичем Королёвым и др.; подвергалась преследованиям в годы борьбы с борьбы с «сионистами». Отец — Николай Никитич Дроздов — орденоносец, инвалид ВОВ 1-й группы, из семьи «лишенцев» (до 1917 — предприниматели в Саратове), патриот, добровольцем в 16 лет ушедший на фронт, ненавидевший коммунистический режим, почитатель Валерии Ильиничны Новодворской и Владимира Константиновича Буковского.
Дядя — Василий Николаевич Чернышев — сотрудник Игоря Васильевича Курчатова, участвовавший в создании первой советской атомной бомбы; после облучения преподавал физику. Дядя — Сергей Николаевич Чернышев — орденоносец; погиб на легендарной подводной лодке Д-3 «Красногвардеец».
Первые уроки фортепиано М. Лобановой дала её бабушка в 1958—1959 гг.; рояль был подарен отцом Ф. И. Фишковой — врачом Иезекиелем Лазаревичем Фишковым, изобретателем препарата пчелиного яда «КФ», меценатом, коллекционером, чья коллекция картин легла в основу Государственной абхазской картинной галереи. Двоюродный брат Риты Райт-Ковалёвой, доктор Фишков обучался также как скрипач в Санкт-Петербургской консерватории у Леопольда Семёновича Ауэра. В дальнейшем М. Лобанова получила образование в Школе имени Гнесиных в 1959—1972 гг. как пианистка (преподаватели: В. Полунина, Т. Зайцева, Э. Федорченко), выступавшая на сцене с 6 лет, а также, по настоянию директора школы, З. И. Финкельштейна, как музыковед (преподаватели: С. Запорожец, А. Степанов, И. Щелкунова, Г. Скудина, С. Бурштейн и др.). В 1972 г. победила на Второй теоретической олимпиаде студентов музыкальных училищ. Школу окончила с золотой медалью и двумя дипломами с отличием.
Кандидат искусствоведения (1981). Член Союза композиторов России и Союза немецких писательниц и писателей.
С 1979 до эмиграции в 1991 г. подвергалась нападениям, избиениям, преследованиям в качестве «диссидентки» с диагнозом «вялотекущая шизофрения» за «сионистскую», «религиозную», «антисоветскую» пропаганду и разоблачения плагиата, массивных нарушений авторских прав и т. д. со стороны «антисионистской» музыкальной общественности, сотрудников Московской консерватории, ВААП, запретившим Лобановой обращаться по любым вопросам, Союза композиторов СССР; многократно становилась объектом харассмента и моббинга. До 1987 г. — полный запрет на выезд за границу; все дальнейшие поездки на конгрессы и т. п., вплоть до выезда в 1991 г. в ФРГ по исследовательской стипендии фонда А. фон Гумбольдта, осуществлялся лишь благодаря протестам со стороны зарубежным коллег и вмешательству посольств многочисленных стран в Москве.
С 1987 г. выступает на конгрессах, симпозиумах, конференциях, семинарах и т. п. в Германии, Италии, Франции, Венгрии, Словении, Хорватии и др. С 1990 г. — член редсовета энциклопедии Die Musik in Geschichte und Gegenwart, 2-е изд.; автор многочисленных статей в этой энциклопедии, а также в The New Grove Dictionary of Music and Musicians и др. энциклопедических изданиях. Исследовательские проекты Лобановой были удостоены многочисленных грантов, в том числе — фонда А. фон Гумбольдта, Немецкого научно-исследовательского общества и др.
В 1989 г. участвовала в организации московского музыкального фестиваля «Наследие».
С 1991 г. живёт и работает в Гамбурге. В 1993-95 гг. — научная сотрудница Дьёрдя Лигети, с 1995 г. — лекции и семинары в Институте музыкознания Гамбургского университета, Гамбургской Высшей школе музыки и театра и т. д. Автор передач для Norddeutscher Rundfunk, Südwestrundfunk, Westdeutscher Rundfunk, Deutschlandradio, Радио «Свобода» и др. Многочисленные статьи Лобановой опубликованы в ведущих немецких, швейцарских, итальянских, венгерских и др. периодических изданиях — Новой музыкальной газете, «Das Orchester», «Die Musikforschung», «Forum Modernes Theater», «Analytische Psychologie», «Dissonanz», «Musica realtá», «Magyar Zene».
Исследовательские интересы Лобановой сосредоточены на проблемах барокко, романтизма, музыкальной эстетики и поэтики, стиля и жанра, классического авангарда, советской музыкальной культуры 1920-х — 1930-х гг., искусства в условиях тоталитаризма, творчества Скрябина, Н. Рославца, Лигети, связях музыки, мифа и бессознательного в творчестве Вагнера. В пер. Лобановой были впервые опубликованы на нем. яз. важнейшие манифесты Н. Рославца и А. Лурье. Лобанова участвовала в проекте «Musik und Gender im Internet».
С конца 1970-х гг. Лобанова занимается исследованием, восстановлением и подготовкой к изданию произведений Н. Рославца (в согласии с доверенностью племянницы композитора, Е. Ф. Рославец), публикуемых (в том числе — в реконструкции Лобановой) с начала 1990-х в Schott Music.
Благодаря многолетним поискам в государственных и частных архивах Лобановой удалось реконструировать подлинную биографию Рославца, представить его творчество в широком культурно-историческом, стилистическом и политико-идеологическом контексте, а также установить замалчиваемые или фальсифицируемые ранее факты, в особенности, то, что понятия «дегенеративное искусство», «упадничество», «декадентская культура Запада», «формализм», «преклонение перед Западом» и др. были приняты не в эпоху «ждановщины» и не рамках нацистской концепции Дегенеративного искусства, а «пролетарскими музыкантами» в 1920-х гг. Одновременно в исследованиях о Рославце были продемонстрированы механизмы преследований, также отработанных «пролетарскими музыкантами» на представителях Ассоциации современной музыки, Рославце, Мосолове, Гнесине, А. Лурье, Шиллингере, Рахманинове, Мейерхольде, джазовых композиторах и исполнителях, «церковниках» и «фокстротчиках» и многих др.; именно эти механизмы стали основой политико-идеологических репрессий эпохи зрелого сталинизма.
Из-за преследований Рославца «пролетарскими музыкантами» и их наследниками издание монографии Лобановой о Рославце на русском языке оставалось долгое время невозможным. В 2002 г., в статье тогдашнего главного редактора «Российской музыкальной газеты» Александра Власова Лобанова, протестовавшая против очередных попыток фальсифицировать творчество Рославца, была объявлена западной «грантоедкой», автором «замшелых песен о партийной мафии». Издание книги на русском языке состоялось в 2011 г. благодаря инициативе Анатолия Михайловича Кузнецова — крупнейшего знатока творчества Марии Вениаминовны Юдиной, опубликовавшего её литературное наследие, в рамках культурологических программ Светланы Яковлевны Левит.
Лобанова — автор первой монографии на русском языке, посвященной поэтике и эстетике западноевропейского барокко. Эта монография также долгое время оставалась под запретом: в советском музыкознание понятие «барокко» было стигматизировано и применялось исключительно с эпитетами «реакционное», «иезуитское» и т. п. В официальных рецензиях автору вменялась в вину пропаганда кабалистики, мистики, религии, а в отзыве В. Брянцевой публикация книги отметалась как «недопустимая дискредитация советского музыкознания». Первое издание монографии, вошедшей в число книг, победивших в 1994 г. на конкурсе «Наука — культуре», было осуществлено благодаря фонду Культурная инициатива.
В монографии «Музыкальный стиль и жанр: история и современность», также долго остававшейся под запретом, впервые разработана теория «смешанного стиля» и «смешанного жанра», рассмотрены особенности музыкальной поэтики, основные концепции музыкального стиля и жанра эпохи барокко, романтизма и XX века.
В монографии о Скрябине «Mystiker • Magier • Theosoph • Theurg: Alexander Skrjabin und seine Zeit», опубликованной благодаря содействию Немецкого научно-исследовательского общества, и впоследствии переведенной автором на русский язык, осуществлена попытка воссоздать уникальный духовный мир композитора, систематизировать и обосновать круг философско-эстетических воздействий, впитанных Скрябиным, и определить его в отечественной и мировой культуре. Проанализировав партитуру поэмы Прометей (Поэма огня) с пометками Скрябина, а также эскизы, хранящиеся в архиве композитора, автор расшифровала световой сценарий и обосновала программные пропорции «Прометея» в связи с мистико-магическими и композиционными представлениями композитора.
Лобанова — автор первых исследований на русском языке о творчестве Дьёрдя Лигети. Под её редакцией был опубликован на немецком языке первый в истории сборник материалов об А. Локшине (с участием Р. Баршая).
По просьбе Эдисона Денисова, в 1979 г. Лобанова записала с пластинки композицию Дюка Эллингтона, впоследствии вошедшую в оперу «Пена дней». Лобанова — автор первой публикации о «Реквиеме» Денисова, удостоенной высокой оценки Ф. Танцера.
Наиболее плодотворное влияние на деятельность Лобановой оказало многолетнее творческое общение и переписка с Дьёрдем Лигети, Татьяной Борисовной Любимовой, Александром Викторовичем Михайловым, Александром Антоновичем Морозовым, Николаем Ивановичем Харджиевым, а также с Хидайят Инайят-Ханом, о котором Лобанова опубликовала первое немецкое исследование.
Лобанова постоянный автор портала "7 искусств" с 2019 г. (Марина Лобанова | СЕМЬ ИСКУССТВ https://7i.7iskusstv.com/avtory/lobanova).

## Труды
Литература, поэзия, театр
- Стихотворения (две подборки): «Москва», 2005, № 12; 2006, № 10;
- «Кармен»: https://7i.7iskusstv.com/y2022/nomer12/lobanova
- "Преодоленье немоты": https://7i.7iskusstv.com/y2023/nomer11/lobanova
- "В измерении чуда": https://7i.7iskusstv.com/y2024/nomer6/lobanova
- Со смертью наперегонки (роман): http://antikompromat.org/raznoe/lobanova1.html; http://antikompromat.org/raznoe/lobanova2.html; http://antikompromat.org/raznoe/lobanova3.html http://antikompromat.org/raznoe/lobanova4.html;
- Распутин, Тэффи и другие (символистский пролог к национал-социализму и большевизму) // Ориентиры… Вып. 3. Отв. ред.: Т. Б. Любимова. ИФ РАН. М. 2006. С. 226—266; http://z.berkovich-zametki.com/y2020/nomer5_6/lobanova/
- Дело Бейлиса, Третья Государственная Дума и депутат Шельгин: http://z.berkovich-zametki.com/y2020/nomer2_3/lobanova/
- Василий Розанов и картины русского Апокалипсиса // Ориентиры… Вып. 4. Отв. ред.: Т. Б. Любимова. ИФ РАН. М. 2007. С. 212—268; https://7i.7iskusstv.com/y2021/nomer8/lobanova ; https://7i.7iskusstv.com/y2021/nomer9/l
- Стихотворения М. Лобановой использованы в сценической композиции Сергея Викторовича Жукова «Кармен» (http://www.zhukovsergey.ru/rus/karmen.htm).

Культурология, музыкознание
Книги:
- Музыкальный стиль и жанр: история и современность. М., 1990; English revised version: Musical style and genre: history and modernity. Amsterdam, etc.: Harwood Academic Publishers 2000; 2-е переработанное изд.: СПб., 2014;
- Nikolaj Andreevic Roslavec' Schaffen und die Kultur seiner Zeit (1987/89). Mit einem Vorwort von György Ligeti. Deutsche Übersetzung von der Verfasserin (1995). Fr./M. u.a.: Peter Lang, 1997; 2., überarbeitete und erweiterte Aufl.: Nikolaj Andrejewitsch Roslawez und seine Zeit. Mit einem Vorwort von György Ligeti (1997). Neumünster: von Bockel Verlag, 2020; полное актуализированное изд.: Николай Андреевич Рославец и культура его времени. С предисловием Дьёрдя Лигети. Ст. Петербург, 2011;
- Западноевропейское музыкальное барокко: проблемы эстетики и поэтики. М., 1994; 2-е переработанное изд. с новым послесловием: СПб., 2013;
- György Ligeti. Style. Ideas. Poetics. From German and Russian translated by Mark Shuttleworth. Berlin 2002; 2. изд.: Bockel Verlag, 2024;
- Hrsg.: Ein unbekanntes Genie: Der Symphoniker Alexander Lokschin. Monographien — Zeugnisse — Würdigungen. Berlin 2002;
- Mystiker • Magier • Theosoph • Theurg: Alexander Skrjabin und seine Zeit. Hamburg: Bockel Verlag, 2004; 2-е изд.: 2015; русский перевод автора: Ст. Петербург, 2012